# NGC 5239
NGC 5239 est une vaste galaxie spirale barrée située dans la constellation du Bouvier. Sa vitesse par rapport au fond diffus cosmologique est de 7 323 ± 20 km/s, ce qui correspond à une distance de Hubble de 108,0 ± 7,6 Mpc (∼352 millions d'al). NGC 5239 a été découverte par l'astronome germano-britannique William Herschel en 1784.
La classe de luminosité de NGC 5239 est II-III. Selon la base de données Simbad, NGC 5239 est une galaxie LINER, c'est-à-dire une galaxie dont le noyau présente un spectre d'émission caractérisé par de larges raies d'atomes faiblement ionisés.